# Saint-Sulpice-les-Feuilles
Saint-Sulpice-les-Feuilles is een gemeente in het Franse departement Haute-Vienne (regio Nouvelle-Aquitaine) en telt 1262 inwoners (2004). De plaats maakt deel uit van het arrondissement Bellac.

## Geografie
De oppervlakte van Saint-Sulpice-les-Feuilles bedraagt 35,6 km², de bevolkingsdichtheid is 35,4 inwoners per km².
De onderstaande kaart toont de ligging van Saint-Sulpice-les-Feuilles met de belangrijkste infrastructuur en aangrenzende gemeenten.

## Demografie
Onderstaande figuur toont het verloop van het inwonertal (bron: INSEE-tellingen).